# Alexandra Bounxouei
Alexandra Bounxouei (thailändska: อเล็กซานดร้า บุญช่วย), född den 28 maj 1987, är en laotisk sångerska och skådespelerska. Hon är även känd i Thailand där hon spelat i såpoperor. Hon har kallats för den första laotiska popprinsessan och hennes mest kända singel är "My Radio" som släpptes den 6 december 2011. Den tillhörande musikvideon till låten hade nästan 250 000 visningar på Youtube i mars 2013.

## Diskografi

### Singlar
- 2011 – "My Radio"